# Каррильо, Ядира
Ядира Каррильо Вильялобос (исп. Yadhira Carrillo Villalobos) (12 мая 1972, Агуаскальентес, Мексика) — мексиканская актриса.

## Биография
Родилась 12 мая 1972 года в Агуаскальентесе. После окончания средней школы поступила в институт в Агуаскальентесе, где она изучала менеджмент в области международного бизнеса и успешно окончила его. В 1994 году победила в конкурсе красоты в Агуаскальентесе, затем заняла второе место в конкурсе красоты Мехико. После успешного выступления, её пригласили в CEA, где она выбрала актёрскую профессию. В мексиканском кинематографе дебютировала в 1996 году и с тех пор снялась в 19 работах в кино и телесериалах. Была 6 раз номинирована на 3 различные премии, из которых она победила в двух из них (El Heraldo и TVyNovelas).

## Фильмография

### Избранные телесериалы и телефильмы
- 1996 — Мне не жить без тебя — Тереса.
- 1998 —
  - Узурпаторша — Ракель.
  - Узурпаторша: Продолжение — эта же роль.
- 1998-99 — Привилегия любить — Мария Хосе.
- 2004 —
  - Руби — Елена Наварро.
  - Руби... Нахальная — эта же роль.
- 2007 — Любовь без грима